# 拉维莱特门站
拉维莱特门站（法語：Porte de la Villette），副站名“科学与工业城”（法語：Cité des Sciences et de l'Industrie），是巴黎地鐵的一個車站。拉维莱特在高盧-羅馬時代曾是一個小村莊，在1860年代成為巴黎的一部分。因這裡曾有城門，故得名拉维莱特门。拉维莱特门站開業於1910年，是巴黎地鐵7號線的車站。

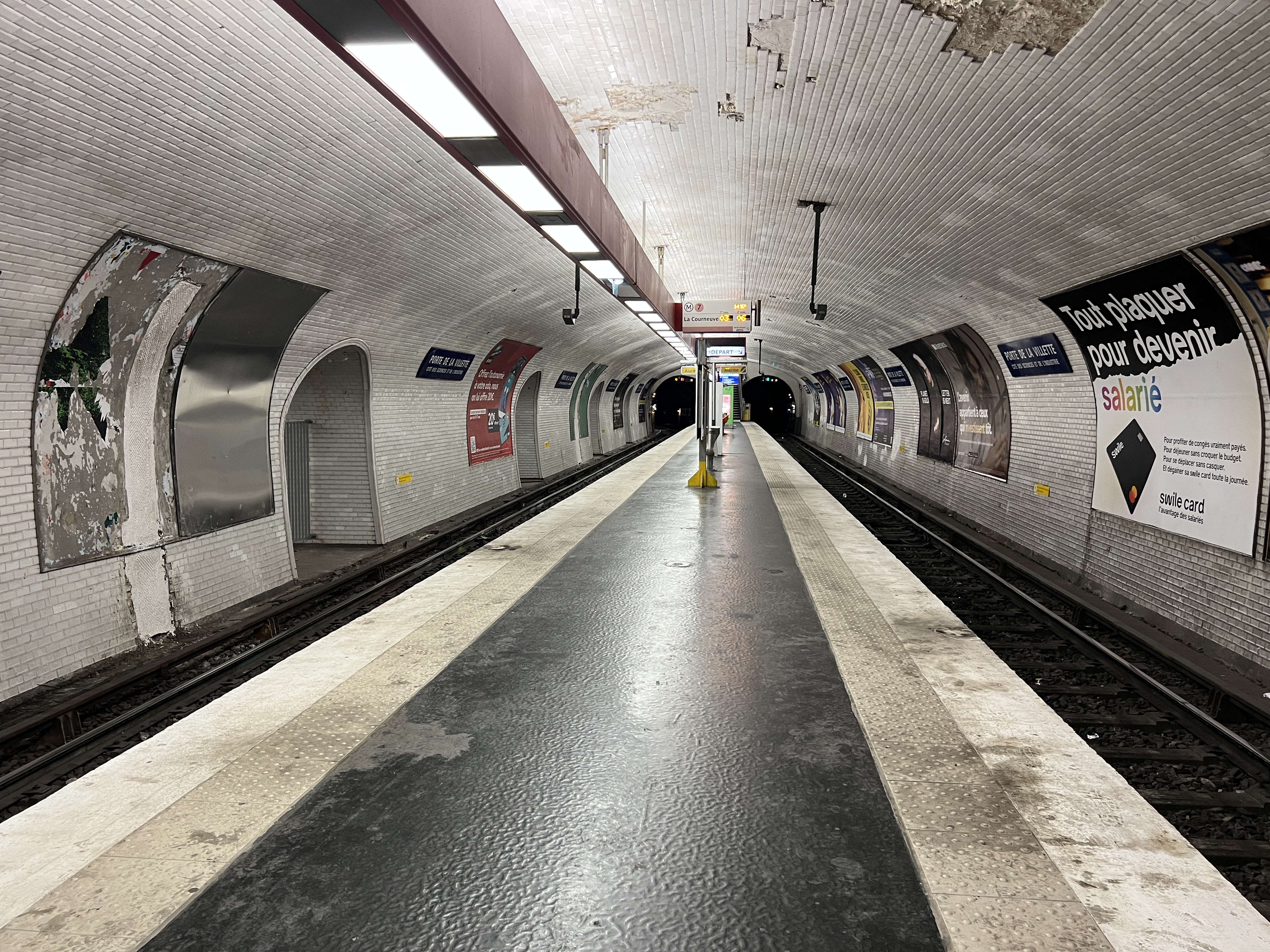
月台（2022年6月）

## 車站結構
| 街道      |                       |                                                    |
| B1        | 月台連接夾層          |                                                    |
| 7號線月台 | 車廠南行              | 往猶太城-路易·阿拉貢/伊夫里市政厅（科朗坦·卡里乌） |
| 7號線月台 | 島式月台，左/右側開門 |                                                    |
| 7號線月台 | 南行                  | 往猶太城-路易·阿拉貢/伊夫里市政厅（科朗坦·卡里乌） |
| 7號線月台 | 車廠北行              | 只限落客                                           |
| 7號線月台 | 島式月台，左/右側開門 |                                                    |
| 7號線月台 | 北行                  | 往拉库尔讷沃-1945年5月8日（欧贝维利耶-庞坦-四路）  |